# Línea 448 (Interurbanos Madrid)
La línea 448 de la red de autobuses interurbanos de Madrid une la Plaza de Legazpi y Villaverde (Madrid) con el Hospital de Getafe.

## Características
Esta línea une la capital con el Hospital de Getafe en un trayecto de 30 minutos.
La línea no mantiene los mismos horarios todo el año, desde el 1 al 31 de agosto se reducen el número de expediciones, además de los días excepcionales vísperas de festivo y festivos de Navidad en los que los horarios también cambian y se reducen.
Está operada por la empresa Avanza Movilidad Integral mediante la concesión administrativa VCM-402 - Madrid – Getafe – Alcorcón (Viajeros Comunidad de Madrid) del Consorcio Regional de Transportes de Madrid.
1. ↑  «Detalle línea». Avanza. Transporte interurbano en Madrid. Consultado el 8 de enero de 2023.

## Horarios

### 1 septiembre - 31 julio
| Lunes a viernes laborables | Lunes a viernes laborables | Sábados laborables | Sábados laborables | Domingos y festivos | Domingos y festivos |
| Madrid > Getafe            | Getafe > Madrid            | Madrid > Getafe    | Getafe > Madrid    | Madrid > Getafe     | Getafe > Madrid     |
| 06:40                      | 05:45                      | 07:20              | 06:20              | 08:20               | 07:20               |
| 07:15                      | 06:20                      | 08:20              | 07:20              | 09:20               | 08:20               |
| 07:50                      | 06:50                      | 09:20              | 08:20              | 10:20               | 09:20               |
| 08:30                      | 07:30                      | 10:20              | 09:20              | 11:20               | 10:20               |
| 09:15                      | 08:10                      | 11:20              | 10:20              | 12:20               | 11:20               |
| 10:00                      | 08:50                      | 12:20              | 11:20              | 13:20               | 12:20               |
| 10:45                      | 09:40                      | 13:20              | 12:20              | 14:20               | 13:20               |
| 11:30                      | 10:25                      | 14:20              | 13:20              | 15:20               | 14:20               |
| 12:15                      | 11:10                      | 15:20              | 14:20              | 16:20               | 15:20               |
| 13:00                      | 11:55                      | 16:20              | 15:20              | 17:20               | 16:20               |
| 13:45                      | 12:40                      | 17:20              | 16:20              | 18:20               | 17:20               |
| 14:30                      | 13:25                      | 18:20              | 17:20              | 19:20               | 18:20               |
| 15:15                      | 14:10                      | 19:20              | 18:20              | 20:20               | 19:20               |
| 16:00                      | 14:55                      | 20:20              | 19:20              | 21:20               | 20:20               |
| 16:45                      | 15:40                      | 21:20              | 20:20              | 22:20               | 21:20               |
| 17:30                      | 16:25                      | 22:20              | 21:20              | 23:20               | 22:20               |
| 18:15                      | 17:10                      | 23:20              | 22:20              |                     |                     |
| 19:00                      | 17:55                      |                    |                    |                     |                     |
| 19:45                      | 18:40                      |                    |                    |                     |                     |
| 20:30                      | 19:25                      |                    |                    |                     |                     |
| 21:10                      | 20:10                      |                    |                    |                     |                     |
| 22:10                      | 21:00                      |                    |                    |                     |                     |
| 22:40                      | 21:40                      |                    |                    |                     |                     |
| 23:10                      | 22:10                      |                    |                    |                     |                     |

### 1 - 31 agosto
| Lunes a viernes laborables | Lunes a viernes laborables | Sábados laborables | Sábados laborables | Domingos y festivos | Domingos y festivos |
| Madrid > Getafe            | Getafe > Madrid            | Madrid > Getafe    | Getafe > Madrid    | Madrid > Getafe     | Getafe > Madrid     |
| 06:30                      | 05:45                      | 07:00              | 06:20              | 08:30               | 07:45               |
| 07:05                      | 06:20                      | 07:45              | 07:00              | 09:15               | 08:30               |
| 07:35                      | 06:50                      | 08:30              | 07:45              | 10:00               | 09:15               |
| 08:00                      | 07:10                      | 09:15              | 08:30              | 11:00               | 10:00               |
| 08:40                      | 07:50                      | 10:00              | 09:15              | 12:00               | 11:00               |
| 09:20                      | 08:30                      | 11:00              | 10:00              | 13:00               | 12:00               |
| 10:00                      | 09:00                      | 12:00              | 11:00              | 14:00               | 13:00               |
| 10:40                      | 09:40                      | 13:00              | 12:00              | 14:50               | 14:00               |
| 11:20                      | 10:20                      | 14:00              | 13:00              | 15:40               | 14:50               |
| 12:20                      | 11:20                      | 14:50              | 14:00              | 16:30               | 15:40               |
| 13:20                      | 12:20                      | 15:40              | 14:50              | 17:20               | 16:30               |
| 14:20                      | 13:20                      | 16:30              | 15:40              | 18:10               | 17:20               |
| 15:00                      | 14:00                      | 17:20              | 16:30              | 19:00               | 18:10               |
| 15:40                      | 14:40                      | 18:10              | 17:20              | 20:00               | 19:00               |
| 16:20                      | 15:20                      | 19:00              | 18:10              | 21:00               | 20:00               |
| 17:00                      | 16:00                      | 20:00              | 19:00              | 21:45               | 21:00               |
| 17:40                      | 16:40                      | 21:00              | 20:00              | 22:30               | 21:45               |
| 18:20                      | 17:20                      | 21:45              | 21:00              | 23:15               | 22:30               |
| 19:00                      | 18:00                      | 22:30              | 21:45              |                     |                     |
| 19:40                      | 18:40                      | 23:15              | 22:30              |                     |                     |
| 20:20                      | 19:20                      |                    |                    |                     |                     |
| 21:30                      | 20:40                      |                    |                    |                     |                     |
| 22:00                      | 21:10                      |                    |                    |                     |                     |
| 23:10                      | 22:20                      |                    |                    |                     |                     |

1. 1 2 3 4 5 6 7 8 9 10 11 12 13 14 15 16 17 18 19 20 21 22 23 24 25 26 27 28 29 30 31 32 33 34 35 36 37 38 39 40 41 42 43 44 45 46 47 48 49 50 51 52 53 54 55 56 57 58 59 60 61 62 63 64 65 66 67 68 69 70  Pasa por la Residencia de Estudiantes, calle Laguna del Marquesado (Madrid).

## Recorrido y paradas

### Sentido Getafe
| Código | Parada                                     | Común con                                                            | Conexiones con Metro y Cercanías | Municipio | Zona |
| --- | ------------------------------------------ | -------------------------------------------------------------------- | -------------------------------- | --------- | ---- |
| 11729 | Pza. Legazpi - Legazpi                     | 447                                                                  | Legazpi                          | Madrid    |      |
| 5718 | Glorieta de Cádiz                          | 411 421 422 424 426 447 18 22 59 76 79 85 86                         | Almendrales                      | Madrid    |      |
| 1132 | Hospital 12 de Octubre                     | 411 421 422 423 424 426 429 447 18 22 59 76 79 85 86 VAC-158 VAC-231 | Hospital 12 de Octubre           | Madrid    |      |
| 1135 | San Fermín-Orcasur                         | 411 421 422 424 447 18 22 59 79 85 86                                | San Fermín-Orcasur               | Madrid    |      |
| 1172 | Avenida de Andalucía-Centro Comercial      | 411 421 422 424 426 447 22 59 79 85                                  | Ciudad de los Ángeles            | Madrid    |      |
| 1174 | Bohemios-Sáhara                            | 411 447 22 59 79 85                                                  |                                  | Madrid    |      |
| 1790 | Alcocer - Villaverde Cruce                 | 432 18 22 116 130                                                    | Villaverde Bajo Cruce            | Madrid    |      |
| 1788 | Alcocer - Virgen Desamparados              | 432 18 22 116 130                                                    |                                  | Madrid    |      |
| 1191 | Alcocer - Paseo Talleres                   | 432 22 86 130                                                        |                                  | Madrid    |      |
| 1193 | Puente Alcocer                             | 432 22 76 86 130                                                     | Puente Alcocer                   | Madrid    |      |
| 7655 | Av. Real de Pinto - INEM                   | 432                                                                  |                                  | Madrid    |      |
| 7657 | Av. Real de Pinto - Col. Butano            | 432                                                                  |                                  | Madrid    |      |
| 7658 | Av. Real de Pinto - Punto Limpio Reciclaje |                                                                      |                                  | Madrid    |      |
| Las expediciones con paso por la Residencia de Estudiantes y la calle Laguna de Marquesado, realizan las siguientes paradasː |                                            |                                                                      |                                  |           |      |
| 18454 | Montejo - Valle de Tobalina                |                                                                      |                                  | Madrid    |      |
| 3499 | San Ezequiel - Real de Pinto               | T41                                                                  |                                  | Madrid    |      |
| 3490 | Laguna del Marquesado - Real de Pinto      | T41                                                                  |                                  | Madrid    |      |
| 3486 | Laguna del Marquesado - San Erasmo         | T41                                                                  |                                  | Madrid    |      |
| 18447 | Laguna del Marquesado - San Eustaquio      |                                                                      |                                  | Madrid    |      |
| 18446 | Laguna del Marquesado - Residencia         |                                                                      |                                  | Madrid    |      |
| 18444 | Laguna Dalga - Laguna de Cameros           |                                                                      |                                  | Madrid    |      |
| Paradas del itinerario común                                                                                                 |                                            |                                                                      |                                  |           |      |
| 7661 | Av. Real de Pinto - San Ezequiel           |                                                                      |                                  | Madrid    |      |
| 11323 | Av. Real de Pinto - La Acebeda             |                                                                      |                                  | Madrid    |      |
| 11720 | Av. Rigoberta Menchú - Est. Los Espartales | 488 3                                                                | Los Espartales                   | Getafe    |      |
| 11722 | Av. Rigoberta Menchú - Centro de Salud     | 488 3                                                                |                                  | Getafe    |      |
| 11724 | Av. Rigoberta Menchú - Av. Rabia           | 488 3                                                                | El Casar                         | Getafe    |      |
| 11727 | Av. Rabia - Almazara                       | 488 3                                                                |                                  | Getafe    |      |
| 11195 | Av. Don Juan de Borbón - Polideportivo     | 2                                                                    |                                  | Getafe    |      |
| 11193 | Av. Don Juan de Borbón - Av. Arces         | 2                                                                    |                                  | Getafe    |      |
| 10806 | Av. Don Juan de Borbón - Parque            | 2                                                                    |                                  | Getafe    |      |
| 11188 | Av. Federica Montseny - Parque             | 2                                                                    |                                  | Getafe    |      |
| 08299 | Av. Federica Montseny - Arquitectos        | 2                                                                    |                                  | Getafe    |      |
| 08293 | Madrid - Universidad                       | 428 442 441 455 488                                                  |                                  | Getafe    |      |
| 08291 | Madrid - Pizarro                           | 441 450                                                              |                                  | Getafe    |      |
| 08290 | San José Calasanz - Serranillos            | 441 450 455 462 1 3 6                                                |                                  | Getafe    |      |
| 08284 | General Pingarrón - Colegio                | 441 447 450 455 462 1 3 4 6 Pi1 Pi2                                  | Getafe Central                   | Getafe    |      |
| 08242 | Pza. Alcalde Juan Vergara - Leganés        | 428 447 450 455 462 468 2 3 4 6                                      |                                  | Getafe    |      |
| 09547 | Glorieta A42 - Hospital de Getafe          | 428 447                                                              |                                  | Getafe    |      |

### Sentido Madrid
| Código | Parada                                     | Común con                                                            | Conexiones con Metro y Cercanías | Municipio | Zona |
| --- | ------------------------------------------ | -------------------------------------------------------------------- | -------------------------------- | --------- | ---- |
| 09544 | Glorieta A42 - Hospital de Getafe          | 428 444 447 450 455 4                                                |                                  | Getafe    |      |
| 08241 | Leganés - Batres                           | 428 447 450 468 2 3 4 6                                              | Getafe Central                   | Getafe    |      |
| 08283 | Pza. Cuestas - UNED                        | 447 450 3 4                                                          |                                  | Getafe    |      |
| 08348 | Magdalena - Arboleda                       | 441 450 3                                                            |                                  | Getafe    |      |
| 06348 | Magdalena - Pza. Canto Redondo             | 441 450 3                                                            |                                  | Getafe    |      |
| 09941 | Av. Juan de la Cierva - Pza. España        | 441 450 6                                                            |                                  | Getafe    |      |
| 08292 | Madrid - Daoiz                             | 441 442 488                                                          |                                  | Getafe    |      |
| 08294 | Madrid - Universidad                       | 428 441 442 488                                                      |                                  | Getafe    |      |
| 09535 | Av. Federica Montseny - Av. Ciudades       |                                                                      |                                  | Getafe    |      |
| 11189 | Av. Federica Montseny - Parque             |                                                                      |                                  | Getafe    |      |
| 11190 | Av. Don Juan de Borbón - Parque            |                                                                      |                                  | Getafe    |      |
| 11192 | Av. Don Juan de Borbón - Av. Arces         |                                                                      |                                  | Getafe    |      |
| 11194 | Av. Don Juan de Borbón - Polideportivo     |                                                                      |                                  | Getafe    |      |
| 11726 | Av. Rabia - Almazara                       | 488 3                                                                |                                  | Getafe    |      |
| 11725 | Av. Rigoberta Menchú - Manuela Malasaña    | 488 3                                                                | El Casar                         | Getafe    |      |
| 11723 | Av. Rigoberta Menchú - Centro de Salud     | 488 3                                                                |                                  | Getafe    |      |
| 11720 | Av. Rigoberta Menchú - Est. Los Espartales | 488 3                                                                | Los Espartales                   | Getafe    |      |
| 11324 | Av. Real de Pinto - Laguna Dalga           |                                                                      |                                  | Madrid    |      |
| Las expediciones con paso por la Residencia de Estudiantes y la calle Laguna de Marquesado, realizan las siguientes paradasː |                                            |                                                                      |                                  |           |      |
| 18443 | Laguna Dalga - Laguna de Cameros           |                                                                      |                                  | Madrid    |      |
| 18445 | Laguna Dalga - Residencia                  |                                                                      |                                  | Madrid    |      |
| 18448 | Laguna del Marquesado - San Eustaquio      |                                                                      |                                  | Madrid    |      |
| 3488 | Laguna del Marquesado - San Erasmo         | T41                                                                  |                                  | Madrid    |      |
| 3494 | Laguna del Marquesado - Real de Pinto      | T41                                                                  |                                  | Madrid    |      |
| Las expediciones sin paso por la Residencia de Estudiantes y la calle Laguna de Marquesado, realizan la siguiente paradaː    |                                            |                                                                      |                                  |           |      |
| 7660 | Av. Real de Pinto - Laguna del Marquesado  |                                                                      |                                  | Madrid    |      |
| Paradas del itinerario común                                                                                                 |                                            |                                                                      |                                  |           |      |
| 7659 | Av. Real de Pinto - Punto Limpio Reciclaje |                                                                      |                                  | Madrid    |      |
| 7656 | Av. Real de Pinto - Col. Butano            | 432                                                                  |                                  | Madrid    |      |
| 7654 | Av. Real de Pinto - INEM                   | 432                                                                  |                                  | Madrid    |      |
| 1194 | Puente Alcocer                             | 432 22 76 86 130                                                     | Puente Alcocer                   | Madrid    |      |
| 1192 | Alcocer- Paseo Talleres                    | 432 22 86 130                                                        |                                  | Madrid    |      |
| 1787 | Alcocer - Virgen Desamparados              | 432 18 22 116 130                                                    |                                  | Madrid    |      |
| 1789 | Alcocer - Escoriaza                        | 432 18 22 116 130                                                    | Villaverde Bajo Cruce            | Madrid    |      |
| 1175 | Bohemios-Sáhara                            | 411 447 22 59 79 85                                                  |                                  | Madrid    |      |
| 1173 | Avenida de Andalucía-Centro Comercial      | 411 421 422 424 426 447 22 59 79 85                                  | Ciudad de los Ángeles            | Madrid    |      |
| 1136 | San Fermín-Orcasur                         | 411 421 422 424 447 18 22 59 79 85 86                                | San Fermín-Orcasur               | Madrid    |      |
| 5380 | Hospital 12 Octubre                        | 411 421 422 423 424 426 429 447 18 22 59 76 79 85 86 VAC-158 VAC-231 | Hospital 12 de Octubre           | Madrid    |      |
| 5704 | Glorieta de Cádiz                          | 411 421 422 424 426 447 18 22 59 76 79 85 86                         | Almendrales                      | Madrid    |      |
| 11729 | Pza. Legazpi - Legazpi                     | 447                                                                  | Legazpi                          | Madrid    |      |